# Evgeniy Pechenin
Yevgeny Yuryevich Pechenin (em russo:  Евгений Юрьевич Печенин; nascido em 14 de abril de 1984) é um ciclista russo, especialista em cross-country de MTB. Ele competiu nos Jogos Olímpicos de Verão de 2012 em Londres, terminando na trigésima sétima posição.